# Branchburg Township
Branchburg Township ist ein Township im Somerset County, New Jersey, USA. Das U.S. Census Bureau ermittelte bei der Volkszählung 2020 eine Einwohnerzahl von 14.940.

## Geographie
Nach den Angaben des United States Census Bureaus hat die Stadt eine Gesamtfläche von 52,5 km2, wobei keine Wasserflächen miteinberechnet sind.

## Demographie
Nach der Volkszählung von 2000 gibt es 14.566 Menschen, 5.272 Haushalte und 4.064 Familien in der Stadt. Die Bevölkerungsdichte beträgt 277,6 Einwohner pro km2. 90,44 % der Bevölkerung sind Weiße, 1,95 % Afroamerikaner, 0,10 % amerikanische Ureinwohner, 6,17 % Asiaten, 0,03 % pazifische Insulaner, 0,39 % anderer Herkunft und 0,92 % Mischlinge. 2,69 % sind Latinos unterschiedlicher Abstammung.
Von den 5.272 Haushalten haben 39,7 % Kinder unter 18 Jahre. 69,6 % davon sind verheiratete, zusammenlebende Paare, 5,5 % sind alleinerziehende Mütter, 22,9 % sind keine Familien, 18,8 % bestehen aus Singlehaushalten und in 5,0 % Menschen sind älter als 65. Die Durchschnittshaushaltsgröße beträgt 2,76, die Durchschnittsfamiliengröße 3,19.
27,3 % der Bevölkerung sind unter 18 Jahre alt, 4,5 % zwischen 18 und 24, 34,6 % zwischen 25 und 44, 25,3 % zwischen 45 und 64, 8,3 % älter als 65. Das Durchschnittsalter beträgt 38 Jahre. Das Verhältnis Frauen zu Männer beträgt 100:96,4, für Menschen älter als 18 Jahre beträgt das Verhältnis 100:93,2.
Das jährliche Durchschnittseinkommen der Haushalte beträgt 96.864 USD, das Durchschnittseinkommen der Familien 110.268 USD. Männer haben ein Durchschnittseinkommen von 70.726 USD, Frauen 47.786 USD. Der Prokopfeinkommen der Stadt beträgt 41.241 USD. 1,9 % der Bevölkerung und 1,1 % der Familien leben unterhalb der Armutsgrenze, davon sind 1,4 % Kinder oder Jugendliche jünger als 18 Jahre und 5,0 % der Menschen sind älter als 65.